# Sanny van Heteren
Sanny van Heteren (* 9. Juni 1977 in Winsen (Luhe), Niedersachsen) ist eine deutsche Schauspielerin, Regisseurin und ehemalige Türsteherin.

## Leben
Sanny van Heteren wuchs in Südspanien auf und begann mit 8 Jahren Theater zu spielen. Ihr Debüt als Filmschauspielerin begann 1991 in der deutschen Filmproduktion Ein Fall für TKKG: Drachenauge, wo sie die Rolle der Gaby übernahm. Sie zog später nach London, studierte im College Hurtwood House School in Dorking, England. Anschließend absolvierte sie ihre Ausbildung im Lee Strasberg Theatre and Film Institute New York City. Um 2008 arbeitete sie auch als Türsteherin. Van Heteren spricht Deutsch, Englisch, Spanisch, Italienisch und Französisch fließend und hat ihren Wohnsitz in Los Angeles. Im Jahr 2021 heiratete sie ihren langjährigen Lebensgefährten Inaki Lopez auf Maui in Hawaii. Dort lebte das Paar bereits seit 2019 mit ihrem gemeinsamen Sohn Atlantis.
Seit 2013 ist Sanny van Heteren Botschafterin der Stadt Bad Kissingen.

## Filmografie (Auswahl)

### Filme
- 1992: Ein Fall für TKKG: Drachenauge
- 1998: Celebrity – Schön. Reich. Berühmt.
- 1999: Black and White
- 2008: The Last Word
- 2009: High Plain Invaders
- 2009: The Key (Kurzfilm; Regie)
- 2010: The Chosen One
- 2011: Kokowääh
- 2011: Unknown Identity
- 2011: Hellraiser: Revelations – Die Offenbarung (Hellraiser: Revelations)
- 2012: Underworld Awakening
- 2012: Tim Sander goes to Hollywood
- 2013: Violet
- 2013: Mindscape (Anna)
- 2013: Anklage: Mord – Im Namen der Wahrheit
- 2015: Framed (Kurzfilm)
- 2016: The Key
- 2016: Titanium White
- 2016: It Watches
- 2017: Mord auf La Gomera

### TV-Serien
- 2011: SOKO Wismar
- 2012: Der Dicke
- 2013: Der Staatsanwalt
- 2013: SOKO Stuttgart
- 2013: Die letzte Spur

### Executive Producer
- 2011: ColdWater
- 2012: Errors of the Human Body
- 2014: London Fields